# Inge Lise Pedersen
Inge Lise Pedersen (født 5. juni 1939 i Svendborg) er en pensioneret dansk dialektforsker, som i en årrække arbejdede på Institut for Dansk Dialektforskning på Københavns Universitet.
Hun var mellem 2006 og 2015 formand for Landsforeningen af Menighedsråd og har siddet i menighedsrådet i Lindevang Sogn i mange år.
Inge Lise Pedersen blev den 21. april 2015 Ridder af Dannebrog.
Hun er gift med museumsinspektør Jørgen Steen Jensen.
En bibliografi over Pedersens udgivelser fra 1971 til 2019 findes i tidsskriftet Danske Talesprog.